# Bramstedt (Hagen im Bremischen)

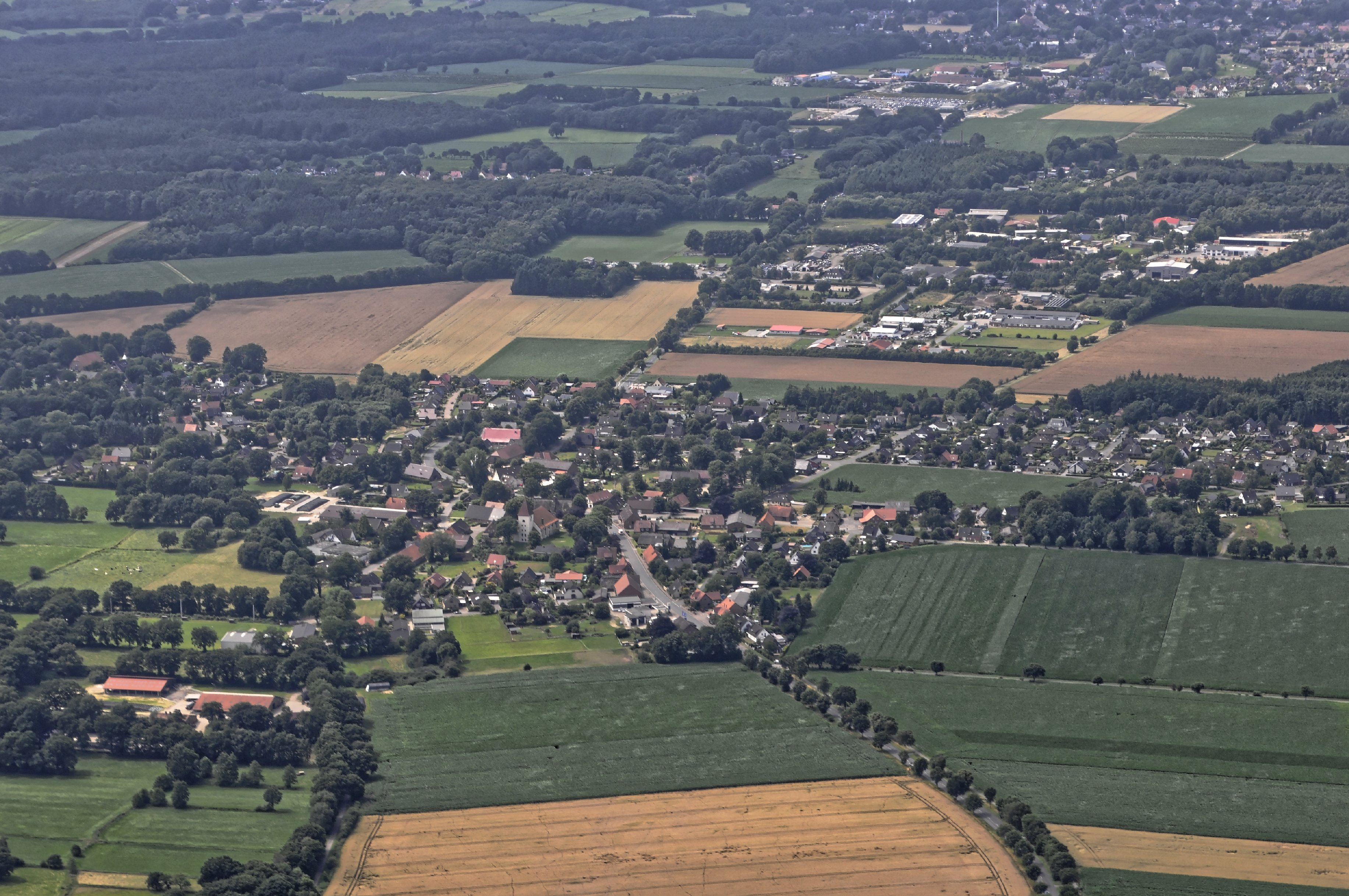
Bramstedt von oben

Bramstedt (niederdeutsch Braamst) ist eine Ortschaft in der Einheitsgemeinde Hagen im Bremischen im niedersächsischen Landkreis Cuxhaven.

## Geografie

### Lage
Bramstedt liegt zwischen den Städten Bremerhaven und Bremen. Die Ortschaft befindet sich im nordöstlichen Teil der Einheitsgemeinde Hagen im Bremischen.

### Ortsgliederung
| Ortsteile | km²   |
| --- | ----- |
| 1. Bramstedt (Kernort)                                                                                                   | 13,46 |
| 2. Harrendorf (niederdeutsch Harrendörp) 00(mit seinen Siedlungen Finna 00und Finnaer Berg (niederdeutsch Finnaer Barg)) | 11,51 |
| 3. Lohe (niederdeutsch Loh)                                                                                              | 07,09 |
| 4. Wittstedt (niederdeutsch Wittst)                                                                                      | 12,79 |

### Nachbarorte
| Hetthorn (Einheitsgemeinde Loxstedt) Hahnenknoop (Einheitsgemeinde Loxstedt) Stotel (Einheitsgemeinde Loxstedt) | Düring (Einheitsgemeinde Loxstedt)          | Hollen (Einheitsgemeinde Beverstedt) Hollen – Ortsteil Heise (Einheitsgemeinde Beverstedt)                       |
| Driftsethe Kassebruch                                                                                           | Kompassrose, die auf Nachbargemeinden zeigt | Bokel (Einheitsgemeinde Beverstedt) Axstedt (Samtgemeinde Hambergen – Landkreis Osterholz)                       |
| Ortschaft Hagen Dorfhagen                                                                                       | Albstedt                                    | Lübberstedt (Samtgemeinde Hambergen – Landkreis Osterholz) Kreisstadt Osterholz-Scharmbeck (Landkreis Osterholz) |

(Quelle:)

## Geschichte
Die germanischen Chauken besiedelten vor Christi Geburt das Gebiet beidseitig der Unterweser. Sächsische Stämme eroberten wahrscheinlich ab 300/400 n. Chr. weite Teile Niederdeutschlands und die Chauken gingen in den Sachsen auf. Bramstedt soll zu den ältesten Orten im Norden gehören. Es war bis etwa 1800 ein Bauerndorf, das seinen alten Ortskern bis heute erhalten hat. Die historischen Gebäude sind vorwiegend Fachwerkhäuser. Das Niedersachsenhaus ist ein 200 Jahre alter Fachwerkbau mit Backhaus, Schafstall und Wagenremise. Es dient heute als Begegnungsstätte.
Um die Zeit von 900 bis 1000 entstand bei der Missionierung des Gebietes in Bramstedt die erste bekannte Kirche. Die heutige evangelische St.-Jacobi-Kirche von 1750 brannte 1779 ab und wurde 1781 wieder aufgebaut. Das bronzene Taufbecken von 1469 stammt von Hinrich Klinghe.
Ab dem 11. Jahrhundert gelangte Bramstedt zum Bistum Bremen, ab 1648 zum schwedisch beherrschten Reichsterritorium Bremen-Verden, ab 1719/1720 zum Kurfürstentum Braunschweig-Lüneburg (1815 Königreich Hannover), das 1866 als Provinz Hannover an Preußen kam. Ab 1885 gehörte der Ort zum Amt Hagen und zum Landkreis Geestemünde der 1932 in den Landkreis Wesermünde aufging und 1977 in den Landkreis Cuxhaven. 1927 war das Amtsgericht in Hagen, eine Poststelle befand sich in Bramstedt und das Finanzamt lag in Wesermünde. Im April 1945 wurden Tausende von KZ-Häftlingen des KZ Neuengamme bei der Evakuierung des Außenlagers Farge auf einem Todesmarsch in Richtung Bremervörde durch den Ort getrieben. Seit 1946 liegt Bramstedt im Land Niedersachsen.

### Eingemeindungen
Die Samtgemeinde Hagen entstand zum 1. Januar 1970 und umfasste mit Bramstedt zunächst 16 Gemeinden. Nach § 7 des Gesetzes zur Neugliederung der Gemeinden im Raum Bremervörde vom 13. Juni 1973 (Nds. GVBl. S. 183) wurden die zuvor selbständigen Gemeinden Harrendorf, Lohe und Wittstedt im Zuge der Gebietsreform in Niedersachsen, die am 1. März 1974 stattfand, in die Gemeinde Bramstedt eingegliedert.
Zum 1. Januar 2014 erfolgte die Auflösung der Samtgemeinde Hagen und deren Mitgliedsgemeinden sowie die Neubildung der Einheitsgemeinde Hagen im Bremischen mit seinen 16 Ortschaften.

### Einwohnerentwicklung
| Jahr | Einwohner | Quelle       |
| ---- | --------- | ------------ |
| 1910 | 423       | [ 9 ]        |
| 1925 | 506       | [ 6 ]        |
| 1933 | 494       | [ 6 ]        |
| 1939 | 483       | [ 6 ]        |
| 1950 | 720       | [ 10 ]       |
| 1956 | 641       | [ 10 ]       |
| 1961 | 0583 ¹    | [ 7 ] [ 11 ] |
| 1970 | 0654 ²    | [ 7 ] [ 11 ] |
| 1973 | 681       | [ 3 ]        |
| 1975 | 1549 ³    | [ 12 ]       |

| Jahr | Einwohner | Quelle |
| ---- | --------- | ------ |
| 1980 | 1658 ³    | [ 13 ] |
| 1985 | 1689 ³    | [ 13 ] |
| 1990 | 1649 ³    | [ 13 ] |
| 1995 | 1823 ³    | [ 13 ] |
| 2000 | 1831 ³    | [ 13 ] |
| 2005 | 1888 ³    | [ 13 ] |
| 2010 | 1885 ³    | [ 13 ] |
| 2013 | 1850 ³    | [ 1 ]  |
| 2017 | 19570     | [ 2 ]  |
| 0    | 0         | 0      |

¹ Volkszählungsergebnis vom 6. Juni

² Volkszählungsergebnis vom 27. Mai

³ jeweils zum 31. Dezember
|  |

## Politik

### Ortsrat
Der Ortsrat von Bramstedt setzt sich aus neun Mitgliedern zusammen. Die Ratsmitglieder werden durch eine Kommunalwahl für jeweils fünf Jahre gewählt. Die aktuelle Amtszeit begann am 1. November 2021 und endet am 31. Oktober 2026.
Aus den Ergebnissen der vergangenen Ortsratswahlen ergaben sich folgende Sitzverteilungen:
| Wahljahr | CDU | Grüne | SPD | FW | Gesamt  |
| -------- | --- | ----- | --- | -- | ------- |
| 2021     | 5   | 2     | 1   | 1  | 9 Sitze |
| 2016     | 4   | 2     | 2   | –  | 8 Sitze |

### Ortsbürgermeister
Der Ortsbürgermeister von Bramstedt ist Lüder Schnibbe (CDU). Sein Stellvertreter ist Marvin Amelung (CDU) aus Lohe.

### Wappen
Der Entwurf des Kommunalwappens von Bramstedt stammt von dem Heraldiker und Wappenmaler Gustav Völker, der zahlreiche Wappen im Landkreis Cuxhaven erschaffen hat.
| Wappen von Bramstedt | Blasonierung: „Geteilt, oben in Blau drei silberne Rüdenköpfe mit goldener Zunge und goldenen, beringten Halsbändern, unten in Gold eine blaue Jakobsmuschel.“                                               |
| Wappen von Bramstedt | Wappenbegründung: Die Rüdenköpfe sind dem Wappen des ausgestorbenen Adelsgeschlechtes von Bramstedt entlehnt. Die Jakobsmuschel ist ein Beizeichen des Apostels Jakobus, des Patrons der Bramstedter Kirche. |

## Kultur und Sehenswürdigkeiten

### Bauwerke
- Evangelische St.-Jacobi-Kirche von 1750 als rechteckiger Saalbau, verputzte Backsteinwände mit Strebepfeilern und einen Ostturm. 1779 brannte die Kirche ab und sie wurde 1781 wieder aufgebaut mit nunmehr hölzernen Segmentbogentonnen. Das bronzene Taufbecken, 1469 gegossen, stammt von Hinrich Klinghe. Der große Kanzelaltar entstand um 1781.
- Altes Schulhaus Bramstedt von 1873 auf der Kirchenwurt
- Niedersachsenhaus Bramstedt von 1780, als Fachwerkhaus mit Backhaus, Schafstall und Wagenremise, heute Museum sowie kulturelle und dörfliche Begegnungsstätte, betreut vom Heimatverein Bramstedt
- Großsteingräber bei Bramstedt (sie wurden im 19. Jahrhundert zerstört)

### Denkmäler
In Bramstedt steht ein Kriegerdenkmal für die Gefallenen und Vermissten aus dem Ersten und Zweiten Weltkrieg.

### Naturdenkmale
- Quelle (schöne Tränke)

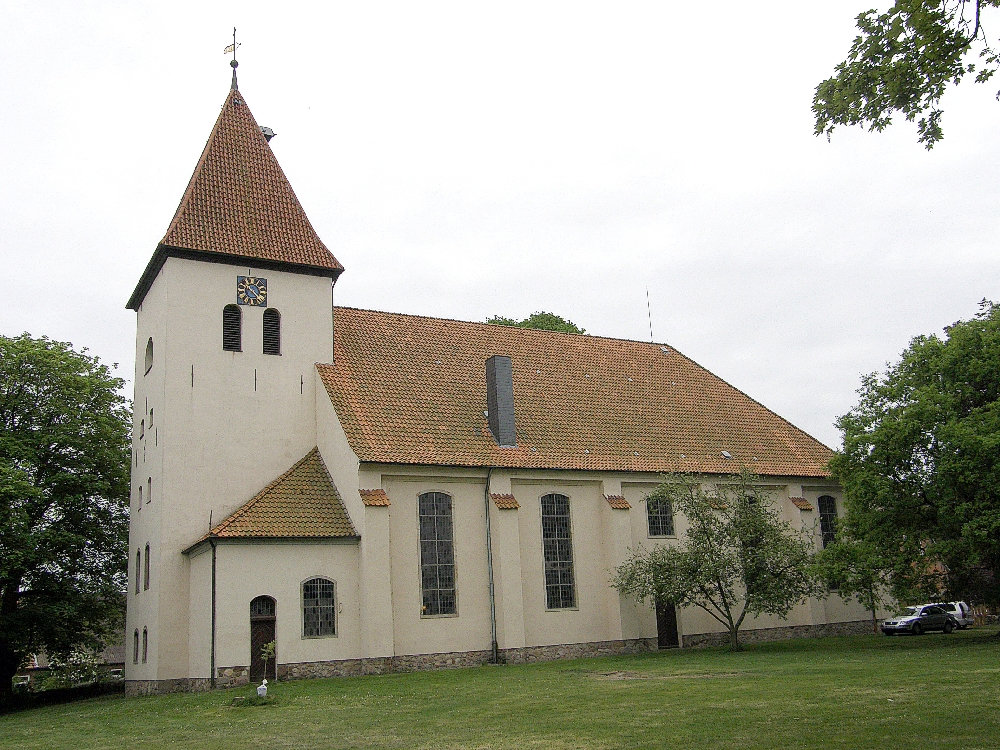
Die St.-Jacobi-Kirche in Bramstedt, Gesamtansicht von Norden
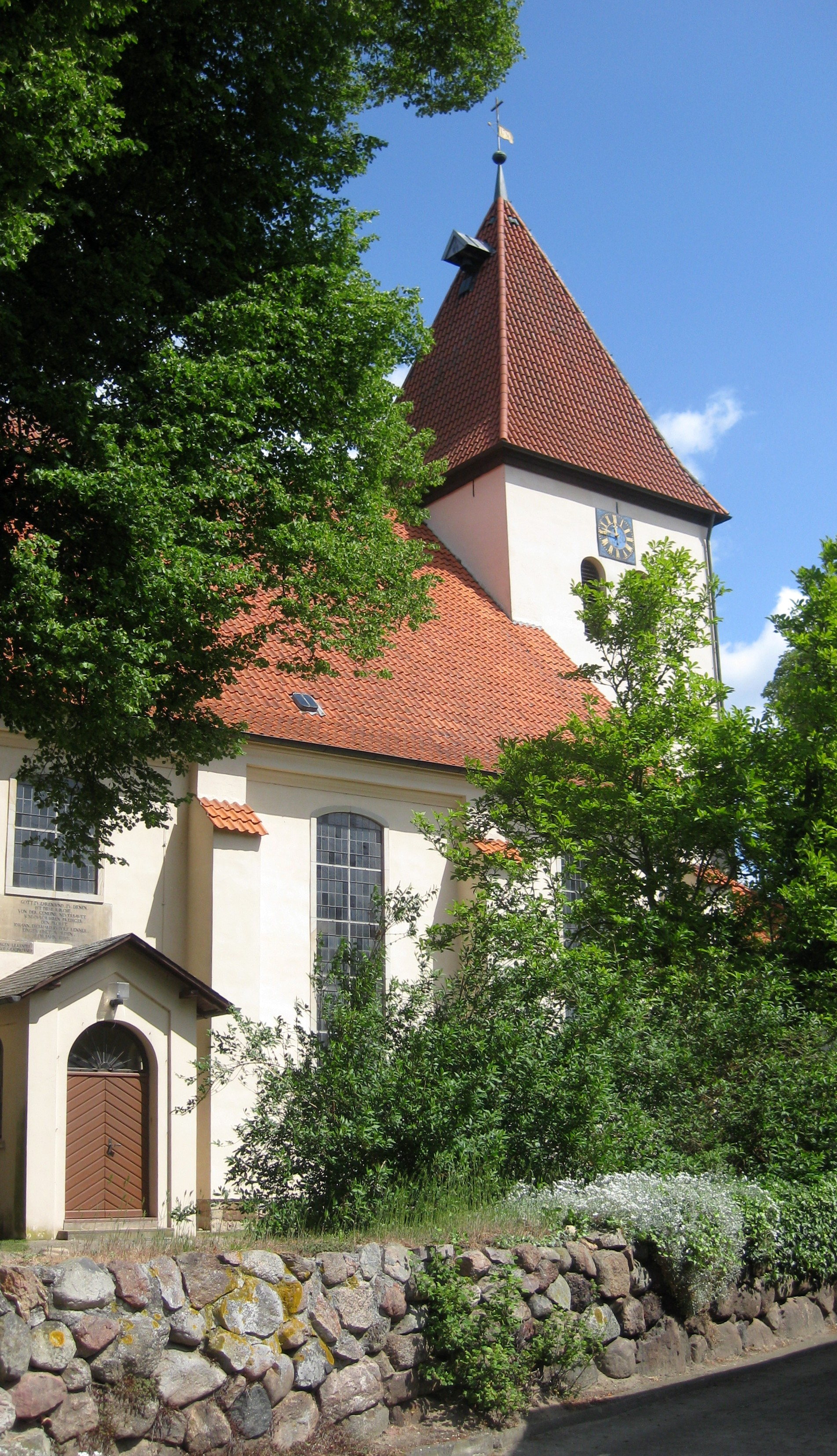
Kirche von Süden
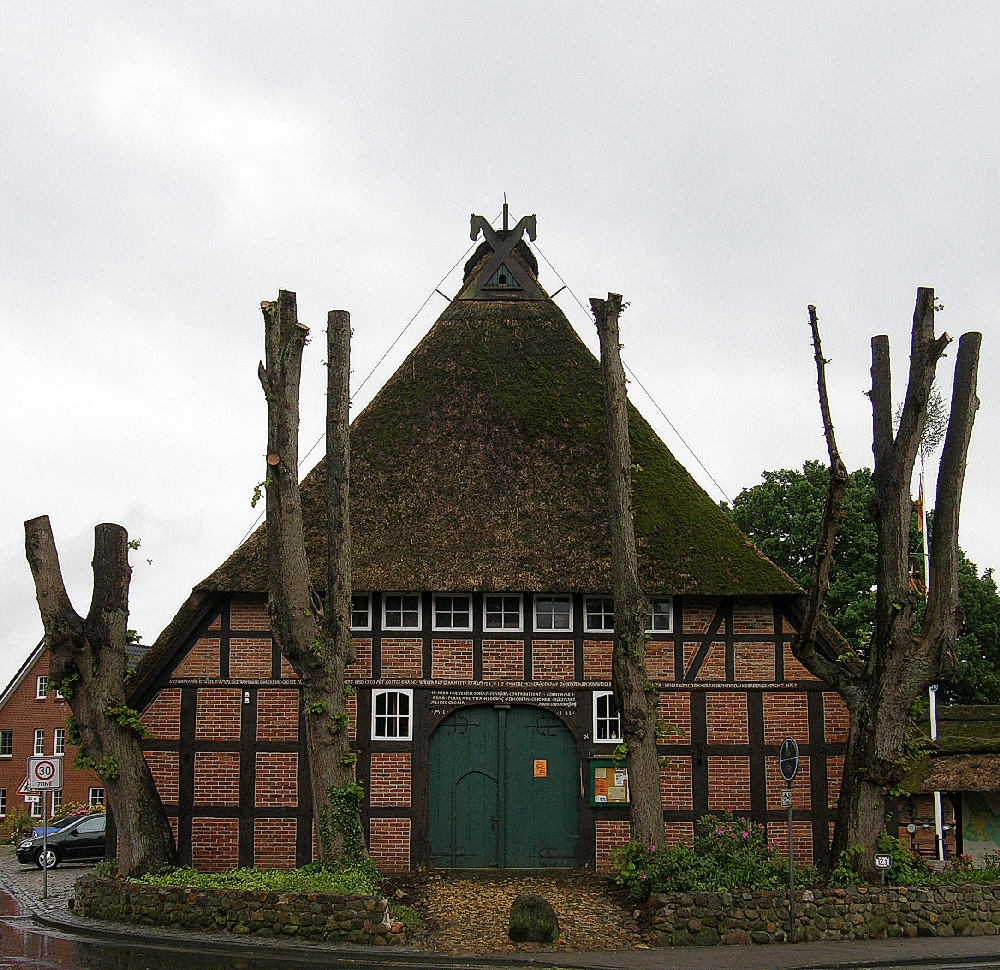
Niedersachsenhaus des Heimatvereins Bramstedt, Giebelseite von Norden
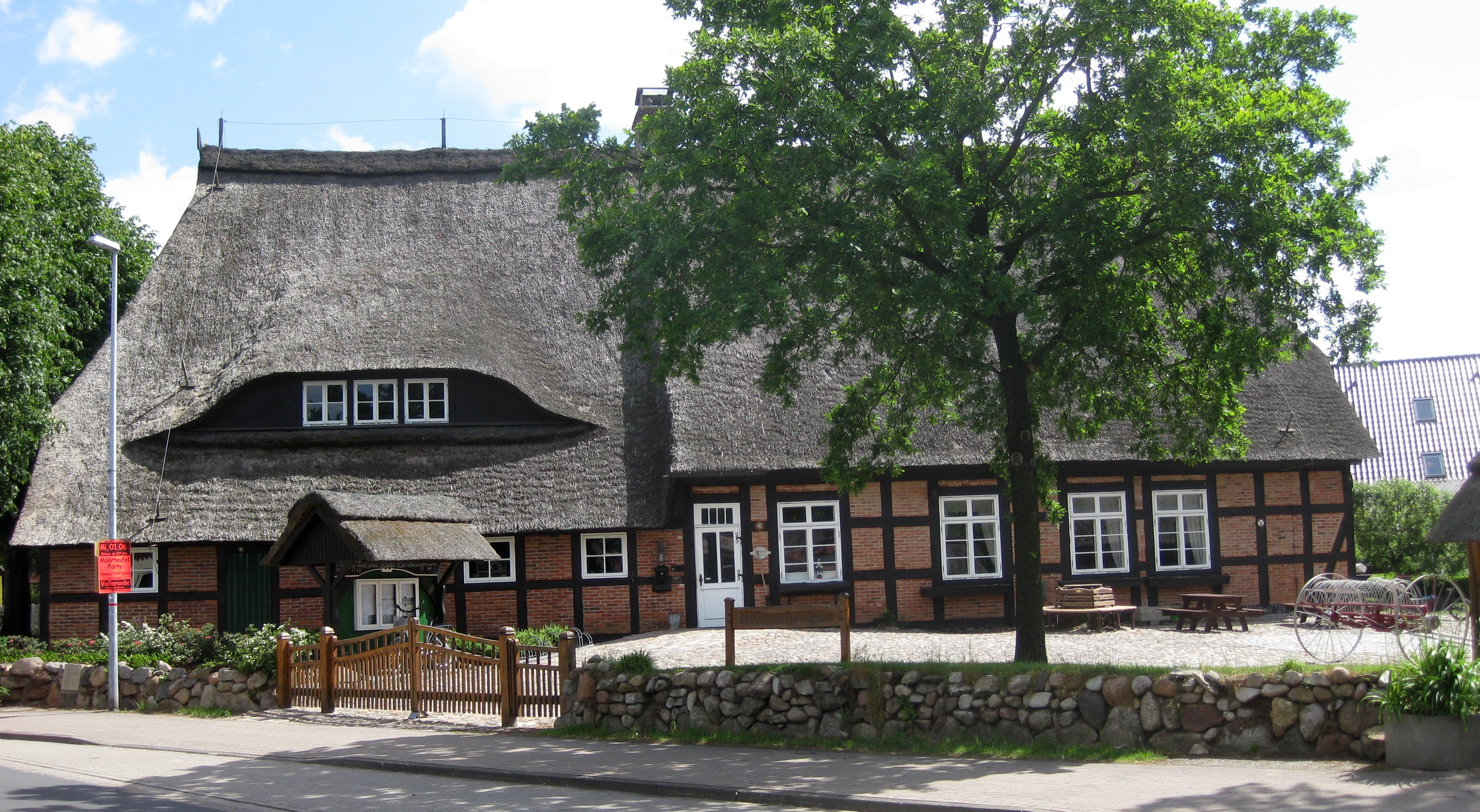
Niedersachsenhaus von Südwesten
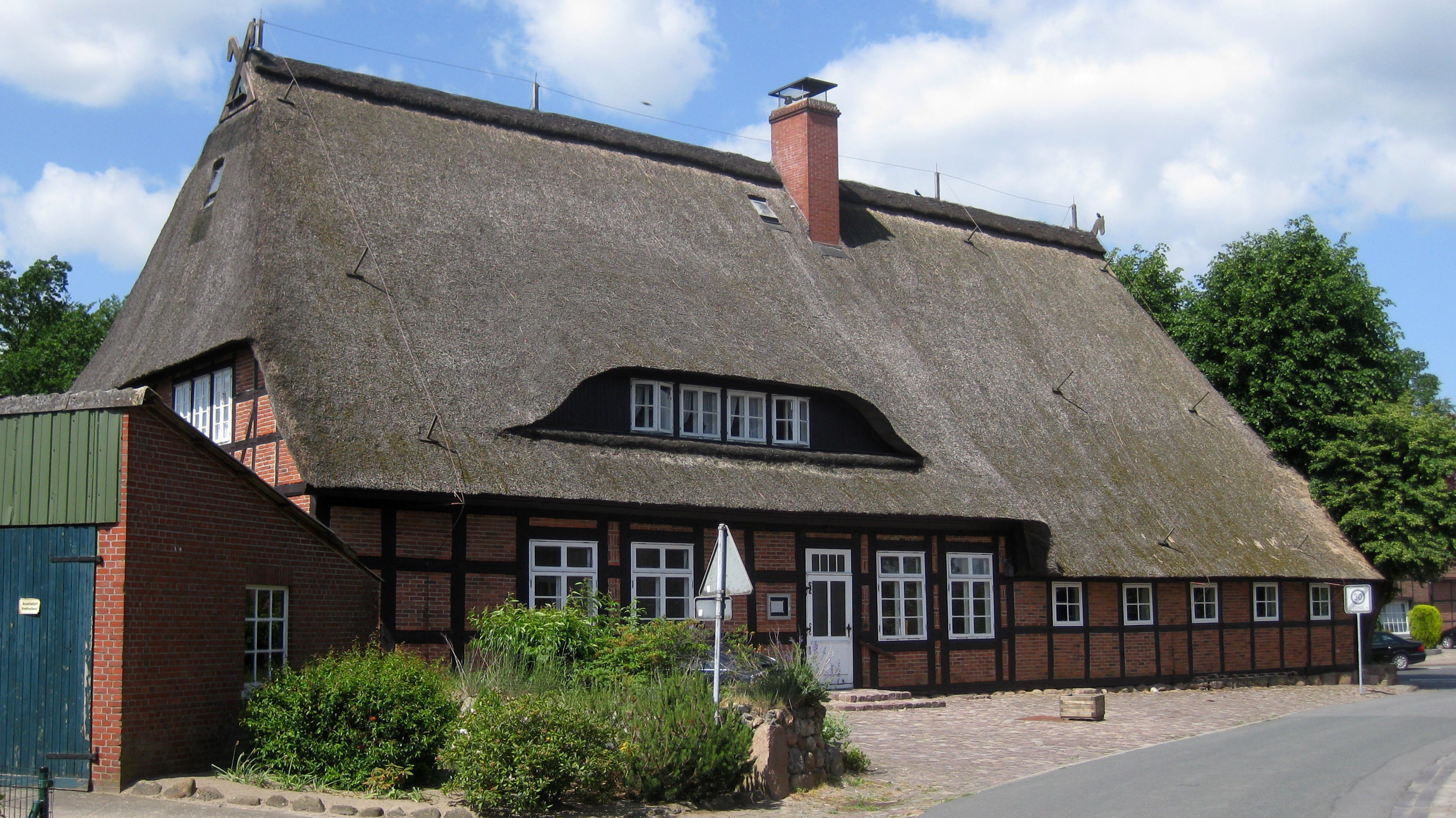
Heimathaus von Südosten

### Vereine
| - Bürgerverein Dorfgemeinschaftshaus Wittstedt - DRK – Ortsverein Bramstedt - DRK – Ortsverein Harrendorf - Förderverein von Kindergarten und Grundschule Bramstedt - Freiwillige Feuerwehr Bramstedt - Freiwillige Feuerwehr Harrendorf - Freiwillige Feuerwehr Lohe - Freiwillige Feuerwehr Wittstedt - Heimatverein Bramstedt und Umgebung - JFV Staleke 2011 | - Klub für Terrier von 1894, OG von der Geest - Kyffhauser Kameradschaft Bramstedt und Umgebung - Meerkatzen-Triker - Reitverein Wittstedt - Reservistenkameradschaft 26/SG Hagen - Schützenverein Finna und Umgebung von 1898 - Sozialverband Deutschland OV Bramstedt - Sportverein Wittstedt 66 - Tierasyl Heimatlos - TSV Bramstedt |

## Persönlichkeiten

### Söhne und Töchter des Ortes
- Johann Hinrich Röver (1812–1895), Orgelbauer

### Personen, die mit dem Ort in Verbindung stehen
- Hinrich Klinghe, auch Hinrik Klinghe (* 15. Jahrhundert), Erzgießer, er schuf 1469 die Bronzetaufe der örtlichen St.-Jacobi-Kirche

## Sagen und Legenden
- Tür-Lüer
- Die Friesenquelle
- Das Karolingerschwert
- Die Glockenkuhle bei Gackau
- Der überlistete Teufel
- Wie der Name Harrendorf entstanden ist
- Die Zwerge im Rügen Barg und im Postbarg

(Quelle unter:)